# Carrizales (Hatillo)
Carrizales es un barrio ubicado en el municipio de Hatillo en el estado libre asociado de Puerto Rico. En el Censo de 2010 tenía una población de 8066 habitantes y una densidad poblacional de 612,33 personas por km².

## Geografía
Carrizales se encuentra ubicado en las coordenadas 18°28′50″N 66°47′20″O / 18.48056, -66.78889. Según la Oficina del Censo de los Estados Unidos, Carrizales tiene una superficie total de 13.17 km², de la cual 11.39 km² corresponden a tierra firme y (13.55%) 1.78 km² es agua.

## Demografía
Según el censo de 2010, había 8066 personas residiendo en Carrizales. La densidad de población era de 612,33 hab./km². De los 8066 habitantes, Carrizales estaba compuesto por el 90.02% blancos, el 3.93% eran afroamericanos, el 0.46% eran amerindios, el 0.09% eran asiáticos, el 3.81% eran de otras razas y el 1.7% pertenecían a dos o más razas. Del total de la población el 98.7% eran hispanos o latinos de cualquier raza.